# Leo Bosschart
Leonard François Gerard Bosschart, detto Leo (Banda Aceh, 24 agosto 1888 – Hoboken, 9 maggio 1951), è stato un calciatore olandese, di ruolo centrocampista.

## Carriera
A livello di club, Leo Bosschart ha giocato dal 1909 al 1921 tra le file del Quick Den Haag. Con la Nazionale olandese ha giocato in totale diciannove partite, segnando un solo goal contro il Belgio. Ha esordito il 18 novembre 1909 a Londra contro l'Inghilterra e ha giocato la sua ultima partita con gli Oranje il 5 settembre 1920 ad Anversa contro la Spagna.
Ha anche preso parte ai Giochi olimpici di Anversa 1920, dove l'Olanda si è classificata terza, scendendo in campo contro Lussemburgo, Svezia, Belgio e Spagna.

## Palmarès

### Nazionale
- Bronzo olimpico: 1

Olanda: Anversa 1920

## Statistiche

### Cronologia presenze e reti in Nazionale
| Cronologia completa delle presenze e delle reti in nazionale ― Paesi Bassi | Cronologia completa delle presenze e delle reti in nazionale ― Paesi Bassi | Cronologia completa delle presenze e delle reti in nazionale ― Paesi Bassi | Cronologia completa delle presenze e delle reti in nazionale ― Paesi Bassi | Cronologia completa delle presenze e delle reti in nazionale ― Paesi Bassi | Cronologia completa delle presenze e delle reti in nazionale ― Paesi Bassi | Cronologia completa delle presenze e delle reti in nazionale ― Paesi Bassi | Cronologia completa delle presenze e delle reti in nazionale ― Paesi Bassi |
| Data                                                                       | Città                                                                      | In casa                                                                    | Risultato                                                                  | Ospiti                                                                     | Competizione                                                               | Reti                                                                       | Note                                                                       |
| -------------------------------------------------------------------------- | -------------------------------------------------------------------------- | -------------------------------------------------------------------------- | -------------------------------------------------------------------------- | -------------------------------------------------------------------------- | -------------------------------------------------------------------------- | -------------------------------------------------------------------------- | -------------------------------------------------------------------------- |
| 18-11-1909                                                                 | Londra                                                                     | Inghilterra                                                                | 9 – 1                                                                      | Paesi Bassi                                                                | Amichevole                                                                 | -                                                                          | L'Inghilterra è scesa in campo con la Nazionale dilettanti                 |
| 10-4-1910                                                                  | Haarlem                                                                    | Paesi Bassi                                                                | 7 – 0                                                                      | Belgio                                                                     | Amichevole                                                                 | -                                                                          |                                                                            |
| 24-4-1910                                                                  | Arnhem                                                                     | Paesi Bassi                                                                | 4 – 2                                                                      | Germania                                                                   | Amichevole                                                                 | -                                                                          |                                                                            |
| 2-4-1911                                                                   | Dordrecht                                                                  | Paesi Bassi                                                                | 3 – 1                                                                      | Belgio                                                                     | Amichevole                                                                 | -                                                                          |                                                                            |
| 17-4-1911                                                                  | Amsterdam                                                                  | Paesi Bassi                                                                | 0 – 1                                                                      | Inghilterra                                                                | Amichevole                                                                 | -                                                                          | L'Inghilterra è scesa in campo con la Nazionale dilettanti                 |
| 17-11-1912                                                                 | Lipsia                                                                     | Germania                                                                   | 2 – 3                                                                      | Paesi Bassi                                                                | Amichevole                                                                 | -                                                                          |                                                                            |
| 9-3-1913                                                                   | Anversa                                                                    | Belgio                                                                     | 3 – 3                                                                      | Paesi Bassi                                                                | Amichevole                                                                 | 1                                                                          |                                                                            |
| 24-3-1913                                                                  | L'Aia                                                                      | Paesi Bassi                                                                | 2 – 1                                                                      | Inghilterra                                                                | Amichevole                                                                 | -                                                                          | L'Inghilterra è scesa in campo con la Nazionale dilettanti                 |
| 20-4-1913                                                                  | Zwolle                                                                     | Paesi Bassi                                                                | 2 – 4                                                                      | Belgio                                                                     | Amichevole                                                                 | -                                                                          |                                                                            |
| 15-11-1913                                                                 | Hull                                                                       | Inghilterra                                                                | 2 – 1                                                                      | Paesi Bassi                                                                | Amichevole                                                                 | -                                                                          | L'Inghilterra è scesa in campo con la Nazionale dilettanti                 |
| 15-3-1914                                                                  | Celje                                                                      | Belgio                                                                     | 2 – 4                                                                      | Paesi Bassi                                                                | Amichevole                                                                 | -                                                                          |                                                                            |
| 5-4-1914                                                                   | Amsterdam                                                                  | Paesi Bassi                                                                | 4 – 4                                                                      | Germania                                                                   | Amichevole                                                                 | -                                                                          |                                                                            |
| 26-4-1914                                                                  | Amsterdam                                                                  | Paesi Bassi                                                                | 4 – 2                                                                      | Belgio                                                                     | Amichevole                                                                 | -                                                                          |                                                                            |
| 9-6-1919                                                                   | Amsterdam                                                                  | Paesi Bassi                                                                | 3 – 1                                                                      | Svezia                                                                     | Amichevole                                                                 | -                                                                          |                                                                            |
| 5-4-1920                                                                   | Amsterdam                                                                  | Paesi Bassi                                                                | 2 – 0                                                                      | Danimarca                                                                  | Amichevole                                                                 | -                                                                          |                                                                            |
| 28-8-1920                                                                  | Bruxelles                                                                  | Paesi Bassi                                                                | 3 – 0                                                                      | Lussemburgo                                                                | Olimpiadi 1920                                                             | -                                                                          |                                                                            |
| 29-8-1920                                                                  | Anversa                                                                    | Paesi Bassi                                                                | 5 – 4                                                                      | Svezia                                                                     | Olimpiadi 1920                                                             | -                                                                          |                                                                            |
| 31-8-1920                                                                  | Anversa                                                                    | Belgio                                                                     | 3 – 0                                                                      | Paesi Bassi                                                                | Olimpiadi 1920                                                             | -                                                                          |                                                                            |
| 5-9-1920                                                                   | Anversa                                                                    | Paesi Bassi                                                                | 1 – 3                                                                      | Spagna                                                                     | Olimpiadi 1920                                                             | -                                                                          |                                                                            |
| Totale                                                                     |                                                                            | Presenze                                                                   | 19                                                                         |                                                                            | Reti                                                                       | 1                                                                          |                                                                            |